# 23. Berlini Nemzetközi Filmfesztivál
A 23. Berlini Nemzetközi Filmfesztivál 1973. június 22. és július 3. között került megrendezésre. Az Arany Medve díjat Satyajit Ray filmje, a Távoli mennyország nyerte.

## Zsűri
Az alábbi emberek voltak a fesztivál zsűrijének tagjai:
- David Robinson, brit író és filmkritikus - Zsűrielnök
- Freddy Buache, svájci újságíró és filmkritikus
- Hiram García Borja, a Banco Nacional Cinematrográfico mexikói rendezőja
- Eberhard Hauff, nyugat-német filmkészítő
- Harish Khanna, az Indiai Nemzetközi Filmfesztivál rendezője
- Paul Moor, amerikai újságíró és író
- Walter Müller-Bringmann, nyugat-német újságíró és filmkritikus
- René Thévenet, francia producer
- Paolo Valmarana, olasz újságíró és filmkritikus

## A fesztivál programja

### Versenyben lévő filmek
Az alábbi filmek voltak versenyben az Arany Medve- és az Ezüst Medve-díjakért:
| Magyar cím                        | Eredeti cím                             | Rendező                 | Ország                                |
| --------------------------------- | --------------------------------------- | ----------------------- | ------------------------------------- |
| The 14                            | The 14                                  | David Hemmings          | Egyesült Királyság                    |
| Toda Nudez Será Castigada         | Toda Nudez Será Castigada               | Arnaldo Jabor           | Brazília                              |
| Between Friends                   | Between Friends                         | Donald Shebib           | Kanada                                |
| Kanashimi no Beradonna            | 哀しみのベラドンナ                      | Eiichi Yamamoto         | Japán                                 |
| The Blockhouse                    | The Blockhouse                          | Clive Rees              | Egyesült Királyság                    |
| Távoli mennyország                | অশনি সংকেত                                 | Satyajit Ray            | India                                 |
| Die Sachverständigen              | Die Sachverständigen                    | Norbert Kückelmann      | Nyugat-Németország                    |
| Georgia, Georgia                  | Georgia, Georgia                        | Stig Björkman           | Svédország, Amerikai Egyesült Államok |
| Habla, mudita                     | Habla, mudita                           | Manuel Gutiérrez Aragón | Spanyolország                         |
| Seomgaeguli manse                 | 섬 개구리 만세                          | Jin-woo Jeong           | Dél-Korea                             |
| Love Comes Quietly                | Love Comes Quietly                      | Nikolai van der Heyde   | Belgium, Hollandia                    |
| Malizia                           | Malizia                                 | Salvatore Samperi       | Olaszország                           |
| Metzitzim                         | מציצים                                  | Uri Zohar               | Izrael                                |
| La proprietà non è più un furto   | La proprietà non è più un furto         | Elio Petri              | Olaszország, Franciaország            |
| Los siete locos                   | Los siete locos                         | Leopoldo Torre Nilsson  | Argentína                             |
| Magas szőke férfi felemás cipőben | Le Grand Blond avec une chaussure noire | Yves Robert             | Franciaország                         |
| Die Zärtlichkeit der Wölfe        | Die Zärtlichkeit der Wölfe              | Ulli Lommel             | Nyugat-Németország                    |
| Nem zörög a haraszt...            | Il n'y a pas de fumée sans feu          | André Cayatte           | Franciaország                         |
| U-Turn                            | U-Turn                                  | George Kaczender        | Kanada                                |
| Gyilkos szerelem                  | Les Noces rouges                        | Claude Chabrol          | Franciaország                         |

### Versenyen kívül
- Párbaj (Duel) - Steven Spielberg (Amerikai Egyesült Államok)
- Az Észak császára (Emperor of the North Pole) - Robert Aldrich (Amerikai Egyesült Államok)

## Győztesek
- Arany Medve: Távoli mennyország (Satyajit Ray)
- Zsűri Nagydíja: Nem zörög a haraszt... (André Cayatte)
- Ezüst Medve díj:
  - The 14 (David Hemmings)
  - Toda Nudez Será Castigada (Arnaldo Jabor)
  - Die Sachverständigen (Norbert Kückelmann)
  - Magas szőke férfi felemás cipőben (Yves Robert)
  - Los siete locos (Leopoldo Torre Nilsson)
- FIPRESCI-díj
  - Gyilkos szerelem (Claude Chabrol)

## Fordítás
- Ez a szócikk részben vagy egészben  a(z)   23rd Berlin International Film Festival című angol Wikipédia-szócikk fordításán alapul.  Az eredeti cikk szerkesztőit annak laptörténete sorolja fel. Ez a jelzés csupán a megfogalmazás eredetét és a szerzői jogokat jelzi, nem szolgál a cikkben szereplő információk forrásmegjelöléseként.